# Jean-François Armand
Pour les articles homonymes, voir Armand.
Ne doit pas être confondu avec Armand Jean-François.
Jean-François Armand (24 juin 1789, Bar-sur-Aube - 27 mars 1883, Gravières), est un homme politique français, député de Aube sous la Monarchie de Juillet.

## Biographie
Fils d'un maître de poste, il avait été élève de l'École polytechnique et appartint quelque temps à l'administration des Ponts et Chaussées. Sous le Premier Empire, il fut, en cette qualité chargé d'ouvrir une route de Paris à Madrid ; il fit à travers les Pyrénées le tracé de ce travail, puis fut employé en Belgique jusqu'à la paix. En 1826, il compta parmi les promoteurs du chemin de fer de Saint-Étienne à Lyon, qui fut l'une des premières tentatives de voie ferrée réalisée en France, à l'exemple de l'Angleterre, des États-Unis, de la Belgique, etc. 
Après avoir donné sa démission d'ingénieur, il s'occupa de travaux agricoles et de diverses spéculations. Il fut notamment un des gérants de l'entreprise des diligences Armand, Lecomte et Compagnie dont la liquidation fit grand bruit. 
Le 4 novembre 1837, le 4e collège électoral de l'Aube (Bar-sur-Aube), l'envoya siéger à la Chambre des députés, en remplacement de Guillaume Pavée de Vendeuvre, nommé pair de France. L'élection ayant été annulée, il dut se représenter aux suffrages des électeurs de Bar, qui lui confirmèrent son mandat. 
Ses premiers votes furent en opposition avec le ministère ; mais cette attitude dura peu. Rallié au pouvoir, il fit partie de la majorité du ministère Molé, et opina dès lors pour toutes les mesures réclamées par le gouvernement. 
Il fut réélu le 9 juillet 1842 et le 1er août 1846.
Gendre de Nicolas-Joseph Marey, il est le père d'Ernest Armand.

## Sources
- « Jean-François Armand », dans Adolphe Robert et Gaston Cougny, Dictionnaire des parlementaires français, Edgar Bourloton, 1889-1891 [détail de l’édition]